# اریکا فونتز
اریکا فونتز (پرتغالی: Erica Fontes؛ زادهٔ ۱۴ مهٔ ۱۹۹۱) بازیگر پورنوگرافی اهل پرتغال است.
وی همچنین برندهٔ جوایزی همچون جایزه ایکس‌بیز برای بازیگر زن خارجی سال شده است.